# Бельское викариатство
Бельское викариатство — викариатство Варшавской епархии Польской Православной Церкви.
Бельское викариатство Холмской епархии Русской Православной Церкви была учреждена в 1916 году. Поименовано по городу Бельск (ныне Бельск-Подляшский, Польша). Просуществовало до 1922 года.
С 1960 года периодически восстанавливалось как викариатство Варшавской епархии в составе Польской Православной Церкви.

## Епископы
Бельское викариатство Холмской епархии
- Серафим (Остроумов) (3 апреля 1916 — 18 августа 1917)
- Сергий (Королёв) (30 апреля 1921—1922) арестован и выслан польскими властями в Чехословакию

Бельское викариатство Варшавской епархии
- Василий (Дорошкевич) (25 марта 1960 — 5 мая 1961)
- Иеремия (Анхимюк) (13 марта — 20 августа 1983)
- Григорий (Харкевич) (12 мая 1998 — 1 апреля 2008)
- Григорий (Харкевич) (с 24 августа 2017)